# Partita di pedone di donna
La partita di pedone di donna detta anche comunemente partita di donna è un'apertura scacchistica che segue dalle mosse:
1. d4 d5
2. Cf3

Il bianco, a differenza della stragrande maggioranza delle aperture 1.d5, preferisce non spingere il pedone in c4 ma inizia subito lo sviluppo, analogamente alla partita di re. Spesso, in questa apertura, sarà il nero a spingere sulla colonna c con c5. Questa apertura offre pari possibilità ad entrambi gli schieramenti e spesso finisce in un impianto più giocato per trasposizione di mosse. Sono comunque comuni impianti indipendenti quali quelli che derivano dalle seguenti mosse:
2... Cf6
3. e3 e6
4. Ad3 c5
con l'idea, per il bianco di 5.c3 o 5.b3
In ogni caso le possibilità sono pari.

## Storia
Nel XIX secolo ed all'inizio del XX secolo, 1. e4 era largamente la mossa di apertura più comune del bianco, mentre le altre aperture originate da 1. d4 erano in qualche modo considerate inusuali e quindi classificate tutte come partita di donna.
Quando le continuazioni di 1. d4 cominciarono ad essere esplorate, la più praticata fu il gambetto di donna, più giocata di tutte le altre combinazioni messe assieme. Il termine "partita di donna" passò quindi a definire tutte le continuazioni diverse dal gambetto di donna. Quando poi divennero popolari i vari impianti delle difese indiane (come l'est-indiana, la nimzo-indiana e l'ovest-indiana) il termine venne usato in maniera ancora più ristretta.

## Codici ECO
- D02: 1.d4 d5 2.Cf3
  - D03: 1.d4 d5 2.Cf3 Cf6 3.Ag5
  - D04: 1.d4 d5 2.Cf3 Cf6 3.e3
    - D05: 1.d4 d5 2.Cf3 Cf6 3.e3 e6